# Thirmida grandis
Thirmida grandis är en fjärilsart som beskrevs av Druce 1900. Thirmida grandis ingår i släktet Thirmida och familjen tandspinnare. Inga underarter finns listade i Catalogue of Life.